# Roy Mayorga

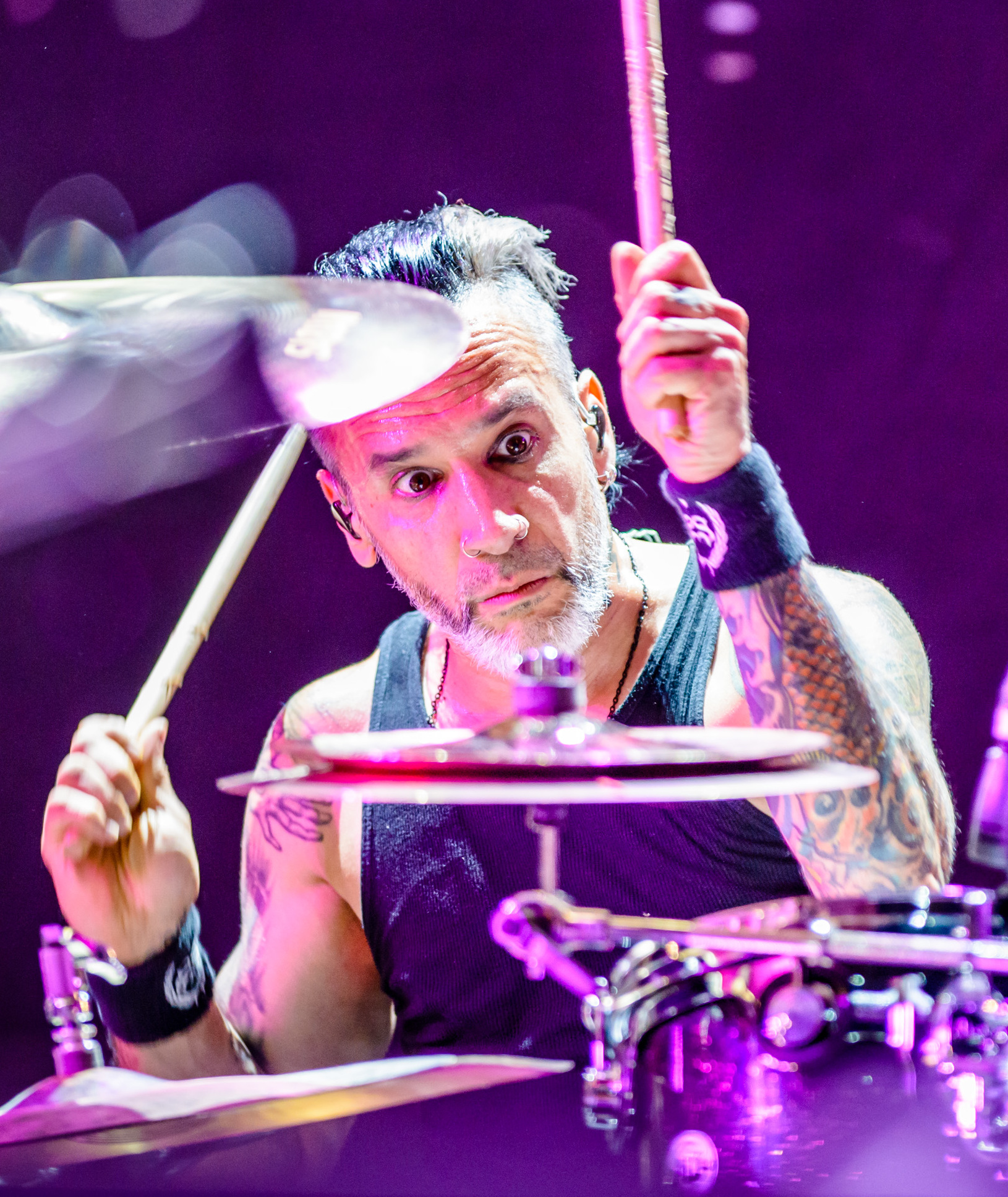
Mayorga mit Stone Sour, 2018

Roy Moreira „Maurice“ Mayorga Santos (* 6. April 1970 in New York City) ist ein US-amerikanischer Schlagzeuger.

## Werdegang
Mayorga war in den späten 1980ern bis Mitte der 1990er bei verschiedenen Bands wie Shelter, Nausea oder Crisis aktiv. Auf dem ersten Soulfly-Album von 1998 ist er als Schlagzeuger zu hören. Ab 1999 war Mayorga für zwei Jahre Teil von Medication (vormals Pale Demons) und spielte 2000 kurzzeitig für die Band von Ozzy Osbourne, bevor er 2001 bei Ankla einstieg und 2002 wieder vorübergehend zu Soulfly zurückkehrte. Mit der 2002 gegründeten Band Mothra, die 2003 in Abloom umbenannt wurde und mit ehemaligen Mitgliedern von Onesidezero, Amen und Snot aufwartete, spielte Mayorga ein Demo ein. 2005 gab Mayorga trotz seiner Beteuerungen, dieser Band Priorität vor allen anderen Aktivitäten zu geben, jedoch wieder seinen Ausstieg bekannt.
Am Projekt Roadrunner United war Mayorga 2005 an drei Songs unter der Leitung von Dino Cazares beteiligt. 2006 spielte Mayorga aushilfsweise für Sepultura während einer Europa-Tournee, nachdem deren langjähriger Schlagzeuger ausgestiegen war. Im gleichen Jahr stieg er bei Stone Sour als festes Mitglied ein. Bei den 2008 wiedervereinigten Amebix ist Mayorga Ersatzmann für das an Tinnitus erkrankte Gründungsmitglied, 2013 übernahm er bei Channel Zero den Platz für deren zuvor verstorbenen Schlagzeuger.
Mayorga ist weiterhin als Musikproduzent und Toningenieur tätig und schreibt Filmmusik. Mayorga ist Endorser von Drum Workshop und Sabian, zuvor kooperierte er mit Zildjian.

## Diskografie
| - 1990: Nausea – Extinction - 1990: Nausea – Cybergod - 1991: Nausea – Lie Cycle - 1993: Nausea – Extinction: The Second Coming - 1993: Thorn – Bitter Potion - 1996: Crisis – The Hollowing - 1998: Soulfly – Soulfly - 2000: Dave Navarro – Trust No One - 2002: Soulfly – 3 - 2004: Abloom - Abloom - 2004: Nausea – Punk Terrorist Anthology Vol. 1 - 2005: Roadrunner United - The All-Star Sessions - 2006: Stone Sour – Come What(ever) May - 2007: Black President – Black President - 2010: Team Cybergeist – How To Destroy Something Beautiful - 2010: Stone Sour – Audio Secrecy - 2010: Amebix – Redux - 2011: Amebix – Knights of the Black Sun - 2011: Amebix – Sonic Mass - 2012: Stone Sour – House of Gold & Bones – Part 1 - 2013: Stone Sour – House of Gold & Bones – Part 2 - 2014: Channel Zero - Kill All Kings - 2017: Stone Sour - Hydrograd | - 1994: Sepultura - Chaos B.C. (Remix auf Soundtrack Mortal Kombat: More Kombat) - 1995: The Spitters - Sun to Sun - 1997: Kerouac - Kicks Joy Darkness (Jack-Kerouac-Tribute) - 1997: Soulfly - Eye for an Eye (Remix) - 1998: Soulfly - Tribe (Remix) - 2010: Amebix – Redux - 2011: Amebix – Knights of the Black Sun - 2011: Amebix – Sonic Mass - 2012: Lody Kong - No Rules EP - 2004: Legion: The Word Made Flesh - 2007: Shudder - 2022: Studio 666 |